# Creed II – Rocky’s Legacy
Creed II – Rocky’s Legacy (Originaltitel: Creed II) ist ein US-amerikanischer Boxerfilm von Regisseur Steven Caple Jr. aus dem Jahr 2018 und gleichzeitig ein Spin-off zur Rocky-Filmreihe sowie die Fortsetzung zu Creed – Rocky’s Legacy. Der Film ist eine Koproduktion von Metro-Goldwyn-Mayer, Warner Bros. Pictures und New Line Cinema im Verleih von Warner Bros. Pictures.
Die US-Premiere fand am 14. November 2018 in New York City statt. Die Veröffentlichung in den US-amerikanischen Kinos erfolgte am 21. November 2018 und in den deutschen Kinos am 24. Januar 2019.

## Handlung
Nach seiner Niederlage gegen „Pretty“ Ricky Conlan erringt Adonis Creed eine Reihe von Siegen, die ihn bis zum Titel des WBC-Weltmeisters bringen. Als weltweiter Star gefeiert, macht Adonis seiner Freundin Bianca einen Heiratsantrag, den sie annimmt. Als Bianca ihm vorschlägt, ein neues Leben in Los Angeles anzufangen, zögert Adonis, sein Leben in Philadelphia hinter sich zu lassen. Ivan Drago, ein ehemaliger sowjetischer Boxer, der dreißig Jahre zuvor Apollo Creed im Ring getötet und danach gegen Rocky verloren hatte, sieht eine Gelegenheit, seinen Ruhm zurückzugewinnen, indem er seinen Sohn Viktor Drago gegen Adonis antreten lässt. Rocky weigert sich, Adonis’ Entscheidung zu unterstützen, die Herausforderung anzunehmen. So beschließt Adonis, sich doch nach Los Angeles zu begeben.
Der Kampf findet in New York statt, Adonis wird von Tony „Little Duke“ Evers trainiert. In dem Boxkampf deckt Viktor Drago ihn mit wuchtigen Schlägen ein, die Adonis immer wieder auf die Bretter schicken. Drago bricht ihm schließlich zwei Rippen, und als Adonis noch auf dem Boden kniet, schlägt Viktor erneut zu, was zu seiner Disqualifikation führt. Adonis fällt in Ohnmacht und wacht im Krankenhaus wieder auf. Rocky macht sich auf den Weg, um ihm beizustehen. In den folgenden Monaten konzentriert sich Adonis auf seine Genesung und Bianca, die eine gehörlose Tochter zur Welt bringt.
Die Dragos sind inzwischen nach Russland zurückgekehrt und werden von der dortigen Elite langsam wieder akzeptiert. Dabei treffen sie auch auf Ivans Ex-Frau Ludmilla, die jedoch keinerlei Bezug zu ihrem Sohn Viktor hat. Viktor möchte weiterhin nur mit seinem Vater zusammenarbeiten, bestreitet weiterhin erfolgreich Kämpfe und pocht auf ein erneutes Treffen mit Creed. Da dieser seinen Weltmeister-Titel zwar noch nicht verloren hat, aber unter Zeitdruck steht, einen Verteidigungskampf absolvieren zu müssen, nimmt er die Herausforderung letzten Endes erneut an. Rocky sagt diesmal seine Unterstützung zu und reist mit ihm und Little Duke in die Wüste, um dort mit ehemaligen Gefängnisinsassen und gescheiterten Persönlichkeiten durch hartes Training „wiedergeboren“ zu werden. Damit wendet er dieselbe Trainingsmethode an, die Adonis’ Vater Apollo erfolgreich mit Rocky absolviert hat, um seinen Kampfgeist wiederzuerwecken.
Der Rückkampf findet in Moskau statt. Adonis ist nun besser vorbereitet und weicht vielen von Dragos harten Schlägen aus, kassiert aber weiterhin auch schwere Treffer. Der Kampf gestaltet sich über die Runden ausgeglichen, allerdings auch blutig. Viktor verletzt Adonis durch eine unfaire Taktik an den Rippen. Dennoch beginnt Adonis den Kampf zu dominieren. Daraufhin verlässt Ludmilla Drago die Halle, was ihren Sohn noch mehr verunsichert. Creed deckt seinen Gegner mit einer Reihe schwerer Schläge ein, gegen die er sich kaum mehr verteidigen kann. Ivan Drago wirft daraufhin das Handtuch für seinen Sohn. Ivan tröstet Viktor im Ring, umarmt ihn und sichert ihm zu, dass „alles okay ist“. Rocky gibt Adonis zu verstehen, dass dies nun dessen Zeit sei; er setzt sich ein letztes Mal auf einen Klappstuhl, setzt seinen Hut auf und beobachtet den Boxring, um diesem anscheinend endgültig Lebewohl zu sagen.
Rocky reist zu seinem Sohn Robert nach Vancouver und trifft seinen Enkelsohn zum ersten Mal. Dieser sieht seiner verstorbenen Frau Adrian sehr ähnlich. Viktor und Ivan Drago trainieren wieder gemeinsam auf der Straße. Adonis besucht das Grab seines Vaters und stellt ihm seine Tochter Amara vor, die inzwischen ein Hörgerät trägt.

## Produktion
Am 5. Januar 2016 bestätigten Sylvester Stallone und Gary Barber, CEO von Metro-Goldwyn-Mayer Pictures, gegenüber Variety, dass eine Fortsetzung von Creed in Entwicklung sei.
Die Dreharbeiten begannen am 15. März 2018 und fanden in Morton und Chester sowie Philadelphia, Pennsylvania statt und wurden am 8. Juni 2018 abgeschlossen. Einige Szenen wurden in Deming, New Mexico gefilmt.

## Synchronisation
Die deutschsprachige Synchronfassung wurde nach einem Dialogbuch von Alexander Löwe unter der Regie von Axel Malzacher durch die FFS Film- & Fernseh-Synchron GmbH produziert.
Sylvester Stallone wird erstmals seit 1979 wieder vom deutschen Schauspieler Jürgen Prochnow synchronisiert, statt von Thomas Danneberg, der aufgrund einer schweren Erkrankung nicht verfügbar war. Prochnow hatte die Rolle von Stallone bereits 1976 und 1979 in Rocky und Rocky II gesprochen. Ivan-Drago-Darsteller Dolph Lundgren wird von Manfred Lehmann gesprochen, in Rocky IV – Der Kampf des Jahrhunderts wurde dieser noch von Helmut Krauss gesprochen.
| Rollenname               | Schauspieler       | Deutsche Sprecher |
| ------------------------ | ------------------ | ----------------- |
| Adonis Creed             | Michael B. Jordan  | Nico Sablik       |
| Rocky Balboa             | Sylvester Stallone | Jürgen Prochnow   |
| Bianca                   | Tessa Thompson     | Maximiliane Häcke |
| Ivan Drago               | Dolph Lundgren     | Manfred Lehmann   |
| Viktor Drago             | Florian Munteanu   | Dennis Sandmann   |
| Mary Anne Creed          | Phylicia Rashad    | Marianne Groß     |
| Ludmilla Drago           | Brigitte Nielsen   | Heike Schroetter  |
| Tony „Little Duke“ Evers | Wood Harris        | Torben Liebrecht  |
| Robert Balboa Jr.        | Milo Ventimiglia   | Oliver Scheffel   |

## Rezeption
Die Kritiken zum Film fielen teilweise gemischt bis überwiegend positiv aus. Auf Rotten Tomatoes erhielt der Film ein Rating von 82 %, bezogen auf 97 positiven und 21 kritischen Bewertungen, mit einer durchschnittlichen Bewertung von 6,9 von 10 sowie eine Nutzerwertung von 92 % bei 4,4 von 5 möglichen Punkten. Im Kritiker-Konsens der Seite heißt es: „Creed II’s Aufrechterhaltung der Franchise-Formel ergibt eine Fortsetzung mit wenigen echten Überraschungen, aber seine bewährten Generationsthemen sind noch immer ein echter Volltreffer.“ Die Webseite Metacritic errechnete einen durchschnittlichen Metascore von 67 ausgehend von 41 Kritiken renommierter Medien sowie einer eigenen Nutzerwertung von 7,2 von 10 möglichen Punkten.

## Fortsetzung
Im Februar 2020 wurde Zach Baylin mit der Aufgabe betraut, das Drehbuch zu einem dritten Creed-Film zu schreiben. Als Vorlage diente eine Geschichte von Ryan Coogler, dessen Bruder Keenan Coogler als Co-Autor tätig ist. Als Regisseur soll Michael B. Jordan selbst fungieren, während neben ihm auch Tessa Thompson und Phylicia Rashād in ihre Rollen zurückkehren werden. Creed III – Rocky’s Legacy startete am 3. März 2023 in den USA.